# Reykjafjall (berg i Island, Norðurland vestra)
Reykjafjall är ett berg i republiken Island. Det ligger i regionen Norðurland vestra, 180 km nordost om huvudstaden Reykjavík. Toppen på Reykjafjall är 927 meter över havet.
Trakten runt Reykjafjall är nära nog obefolkad, med mindre än två invånare per kvadratkilometer. Närmaste större samhälle är Varmahlíð, omkring 19 kilometer norr om Reykjafjall. Trakten runt Reykjafjall består i huvudsak av gräsmarker.